# 荊冠旗

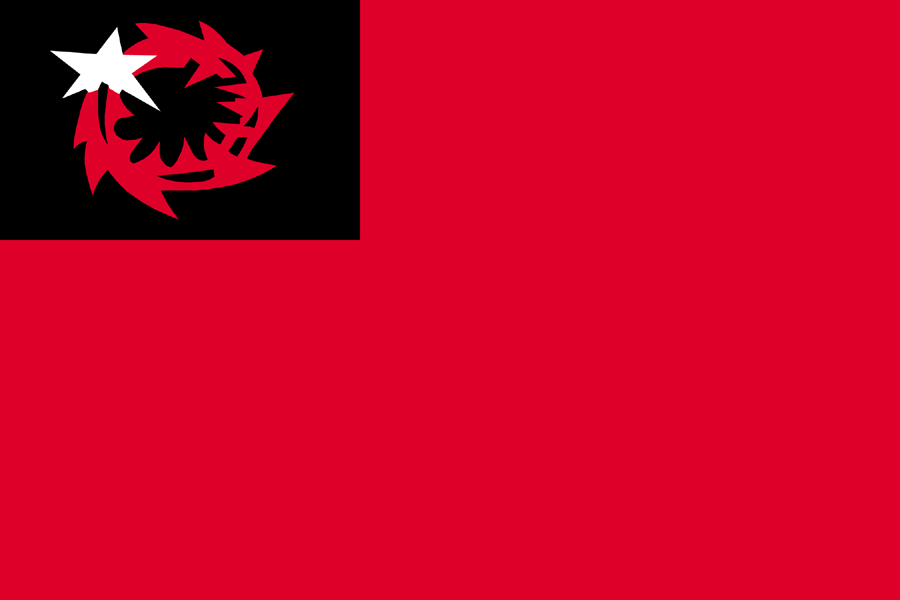
戦後から現在の荊冠旗

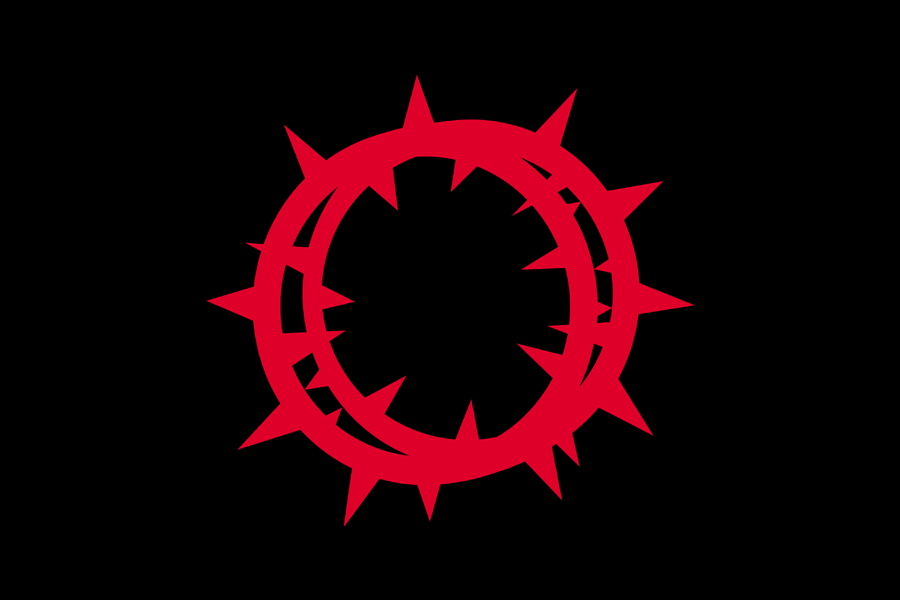
水平社時代の荊冠旗

荊冠旗（けいかんき）は、全国水平社およびその後継団体の1つである部落解放同盟の団体旗。荊冠とはナザレのイエスが十字架の上で被せられた荊の冠であり（INRIを参照）、受難と殉教の象徴とされる。1923年デザインされて、その考案者は全国水平社創立者の一人西光万吉である。
水平社時代の荊冠旗は黒地（差別が続く暗黒社会の象徴）の中に血の色（殉教の象徴）の荊冠が描かれていたが、戦後は全面黒地を赤地に変え、水平社時代のデザインが左上に縮められた形で左肩に「希望」を表す白い星が挿入された。現在、機関紙『解放新聞』には「荊冠旗」と題するコラムが連載されている。
この旗にちなんで、被差別部落に関する報道、同和批判に消極的なことを荊タブーと呼ぶことがある。